# La burrerita de Ypacaraí
 La burrerita de Ypacaraí  es una película filmada en colores, coproducción de Argentina y Paraguay dirigida por Armando Bó sobre su propio guion. Se estrenó el 5 de abril de 1962 y que tuvo como protagonistas a Isabel Sarli, Armando Bó, Luis Alberto del Paraná y el Trío Los Paraguayos.
Fue rodada parcialmente en Asunción del Paraguay y en Ypacaraí. Durante un programa de televisión el director Armando Bó le dio una trompada al crítico Jorge Miguel Couselo por una confusión con otro crítico –Carlos Ferreira- a propósito de esta película.

## Sinopsis
Una campesina paraguaya que despierta pasiones en los hombres se enamora de un delincuente, en consecuencia tiene que enfrentar diversas situaciones para sobrellevar  la relación.

## Reparto
- Isabel Sarli
- Armando Bó
- Luis Alberto del Paraná
- El Trío Los Paraguayos
- Ernesto Báez
- Aníbal Romero
- Aníbal Romero Sanabria
- Carlos Rubén Ojeda
- César Álvarez Blanco
- Matías Ferreira Díaz
- Sara Giménez
- Carlos Gómez
- Santos González
- Julio Jara
- César Medina
- Reinaldo Meza
- Emigdia Reisofer
- Rafael Rojas Doria
- Alberto Tello

## Comentarios
Jorge Miguel Couselo dijo en Correo de la Tarde:

”Sarli, Bó, folklorismo, color, un desnudo y el no erotismo… Bó no deja de cumplir la vocación higiénica de su estrella y la somete a reiterados baños.”

Por su parte, Manrupe y Portela escriben:

”Isabel en colores y a lomo de burro con una sombrilla. Entre lo más kitsch y divertido del binomio.”